# Arrondissement de Simbandi Brassou
L'arrondissement de Simbandi Brassou est l'un des arrondissements du Sénégal. Il est situé en Casamance, dans le département de Goudomp et la région de Sédhiou.
Il a été créé par un décret du 10 juillet 2008.
Il compte quatre communautés rurales :
- Communauté rurale de Diouboudou
- Communauté rurale de Simbandi Brassou
- Communauté rurale de Baghère[3]
- Communauté rurale de Niagha

Son chef-lieu est Simbandi Brassou.